# Comunismo Goulash

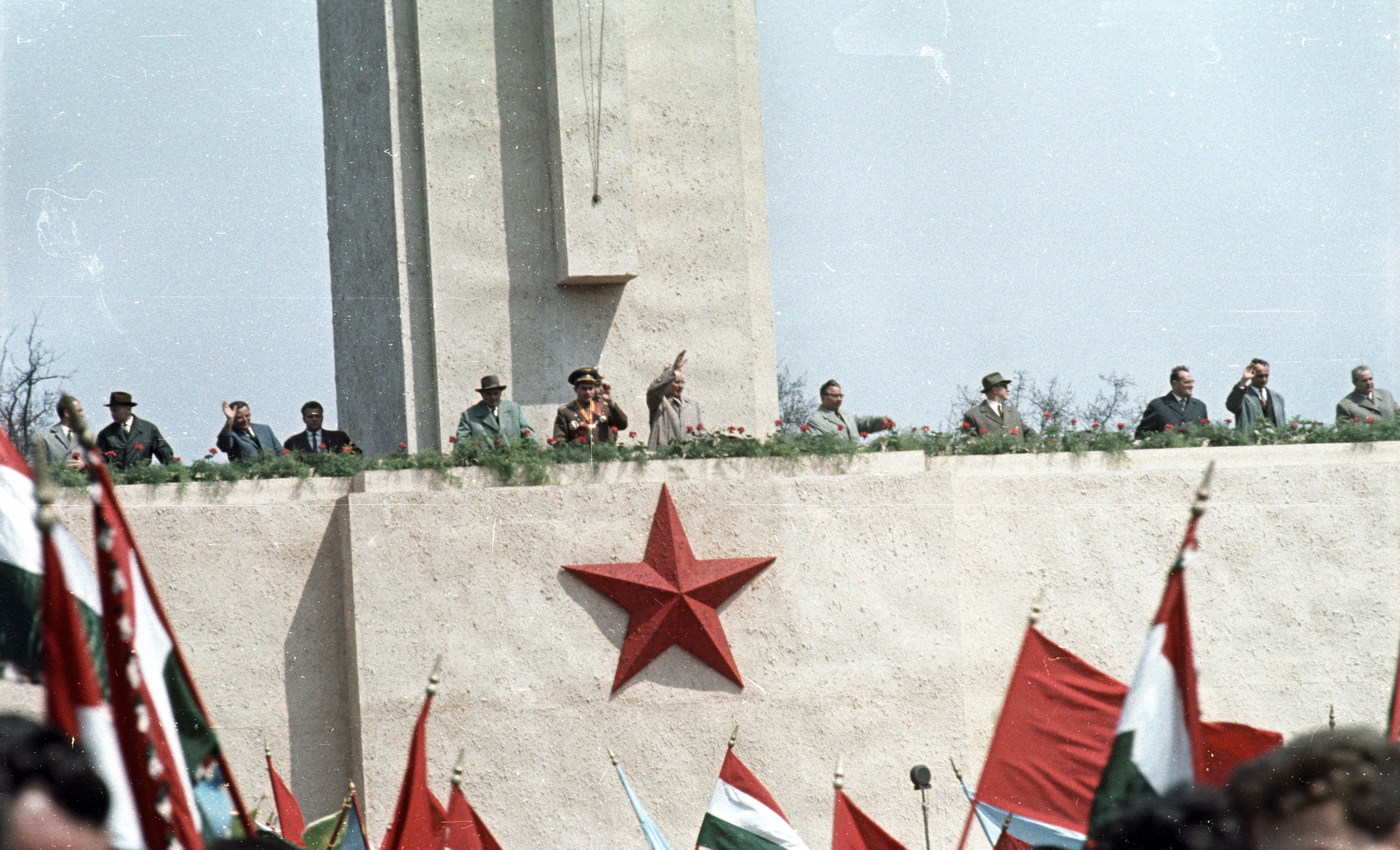
János Kádár, al centro, saluta la folla durante una parata del 1º maggio

Con Comunismo Goulash (ungherese Gulyáskommunizmus), a volte chiamato anche Kádárismo o Disgelo ungherese, ci si riferisce alla varietà di socialismo istituito nella Repubblica Popolare d'Ungheria dal 1960 fino al crollo del comunismo in Europa nel 1989. Composto da elementi di libero mercato e di maggiori diritti umani, ha rappresentato una riforma e una deviazione dei principi sovietici applicati in Ungheria nel decennio precedente.
Il nome di questa corrente ideologica deriva dal celebre dal piatto tradizionale ungherese, preparato con un assortimento di vari ingredienti: metaforicamente, si vuole intendere che il comunismo ungherese accogliesse al suo interno anche suggestioni derivanti da ideologie diverse rispetto a quella marxista-leninista.
Il primo a usare l'espressione "Comunismo goulash" fu Nikita Kruscev, che in tal modo voleva evidenziare lo sviluppo economico dello Stato magiaro.
Principale esponente del Comunismo goulash fu János Kádár, presidente della Repubblica Popolare d'Ungheria dal 1956 al 1988.